# ヨーゼフ・ツヴェルネマン
ヨーゼフ・ツヴェルネマン（独：Josef Zwernemann、1916年3月26日 - 1944年4月8日）は、ドイツの空軍軍人。最終階級は空軍大尉。第二次世界大戦で総出撃回数600回、総撃墜数126機を誇るエース・パイロットであり、その功績から柏葉付騎士鉄十字章を受章した。
ツヴェルネマンの僚機を務めた軍人の中には、後に史上最多の撃墜数を誇ることになるエーリヒ・ハルトマンなどがいる。

## 経歴
1916年3月26日にドイツ帝国キルヒヴォルビスに生まれた。先述のようにエース・パイロットとして知られているが、最初に入隊したのはドイツ国防軍海軍である。1940年3月1日、海軍での基礎訓練を終えるとドイツ空軍第52戦闘航空団 (JG52) 第7中隊に伍長 (Unteroffizier) として配属され、その2か月後のフランス侵攻に参戦した。同年7月にはイギリスの戦闘機スーパーマリン スピットファイアを撃墜し、最初の戦果を上げた。1941年5月にはクレタ島の戦いにも参戦している。
1941年6月にバルバロッサ作戦が開始されると戦果は急激に増加し、戦闘大隊 (Jagdgruppe) 内で一目置かれる存在となった。同年内に20機を撃墜したことで、12月12日には空軍名誉杯を贈られた。また、1942年5月には撃墜数が30機となり、同年5月25日にドイツ十字章金章を受章した。飛行兵曹長 (Oberfeldwebel) となった後、同年6月23日に57機撃墜の戦功から騎士鉄十字章も受章している。同年9月にはさらに30機以上を撃墜し、10月1日に4機を撃墜したことで総撃墜数103機となった。その戦功により、騎士鉄十字章の一階級上である柏葉付騎士鉄十字章を受章した。1943年の春には少尉 (Leutnant) へ昇進した。
JG52第9中隊に移った後はさらに活躍を伸ばし、1943年4月15日に113機目を、5月7日には117機目を撃墜した。そのうち、4月15日に撃墜した機にはソ連邦英雄であるディミトリー・グリンカ中尉が搭乗していた。同年5月末には東部予備戦闘飛行隊に配属され、再び戦線に戻ったのは秋のことである。その際、所属がJG52からイタリアの第77戦闘航空団 (JG77) 第3中隊へ変更されている。同年12月15日には再び配属が変わり、第11戦闘航空団 (JG11) 第1中隊へ移ったが、そこでも9機撃墜を誇ったうえ、ジークフリート・ジムシュ大尉の代理として中隊長を務めており、1944年4月1日に大尉 (Hauptmann) へ昇進した。
1944年4月8日、ローテンブルクをJG11第I飛行隊と第II飛行隊とともに飛び立った後、P-51によって先導されたB-24の編隊と遭遇した。6機のP-51と8機のB-24を撃墜したものの、JG11側も戦死11名、負傷3名の損害を受けたうえ、自身もこの空中戦で受けた銃撃により戦死した。

## 叙勲
- 鉄十字章
  - 二級鉄十字勲章1939年章（1941年4月）[1]
  - 一級鉄十字勲章1939年章（1941年8月）[1]
- 空軍名誉杯[2][注釈 2]
- ドイツ十字章
  - ドイツ十字章金章 [4]
- 騎士鉄十字章
- 騎士鉄十字章（1942年6月23日）[5]
- 柏葉付騎士鉄十字章（1942年10月31日）[5]